# Аргумент лунной пыли

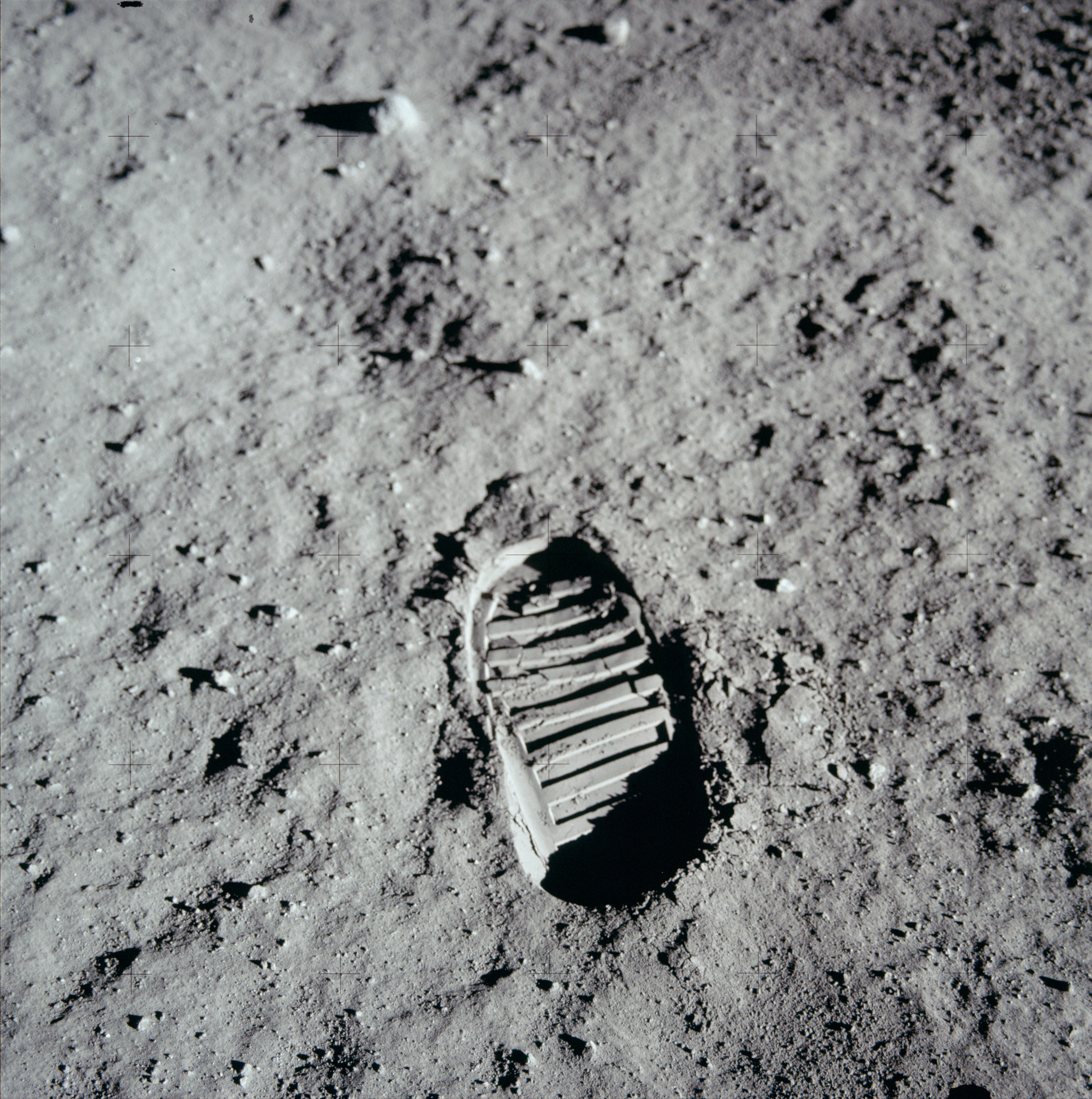
Реголит на Луне, Apollo 11

Аргумент лунной пыли (англ. Moondust argument) — один из наиболее популярных аргументов младоземельных креационистов в пользу небольшого (не более 10 000 лет) возраста Земли и других планет. По их утверждениям, научные данные о скорости оседания метеоритной пыли на поверхности Луны соответствуют (при возрасте Луны 4,6 млрд лет) толщине слоя пыли в несколько десятков метров. Реальная толщина слоя пыли на поверхности Луны по данным автоматических станций и пилотируемых экспедиций не превышает нескольких сантиметров или десятков сантиметров, что якобы свидетельствует о более молодом возрасте Луны.
Впервые этот аргумент появился в июне 1971 года в статье Гарольда Слашера, опубликованной в журнале Исследовательского общества креационистов «Creation Research Society Quarterly», где используются ошибочные данные измерений, проведённых Петтерсоном в 1957 году в пределах земной атмосферы, несмотря на то, что к моменту публикации имелись более достоверные внеатмосферные данные. Широкую известность аргумент получил после публикации 1974 году в книге Генри Морриса «Научный креационизм».

## Данные Петтерссона
В своей книге Генри Моррис утверждает, что наилучшие данные о скорости оседания пыли были получены Петтерссоном:
Лучшие измерения были сделаны Хансом Петтерссоном, который получил цифру 14 млн тонн в год.
Оригинальный текст (англ.)The best measurements have been made by Hans Pettersson, who obtained the figure of 14 million tons per year.

В действительности эксперименты Петтерссона были первой и не очень удачной попыткой оценить поток метеоритной пыли, падающей на Землю из космоса, по концентрации пыли в атмосфере высокогорных районов. Первые его исследования относятся к концу 1950-х годов и представлены научной общественности в журнале «Nature» в 1958 году.
В 1960 году вышла получившая широкую известность его статья в журнале «Scientific American».
Замеры проводились в пределах земной атмосферы. Чтобы уменьшить влияние промышленных выбросов и пыли земного происхождения, Петтерссон проводил исследования на острове Гавайи, на вершине горы Мауна-Лоа в одноимённой обсерватории, расположенной на высоте 3300 м, и на острове Мауи на вершине горы Халеакала высотой 3055 м. Использовался прибор для определения уровня смога путём прокачки атмосферного воздуха через плотный фильтр с последующим исследованием отфильтрованного осадка. В качестве индикатора метеоритной пыли Петтерссон использовал содержание никеля, полагая, что он имеет исключительно космическое происхождение. Как выяснилось впоследствии, это предположение было неверным, что привело к значительным ошибкам измерения.
Петтерссон был светским учёным, сотрудником Шведского океанографического института (англ. Swedish Oceanographic Institute) и приглашённым профессором университета шт. Гавайи, не имевшим никакого отношения к креационизму. Им двигал научный интерес, вызванный запусками первых спутников Земли и возможными перспективами высадки человека на Луну.
Усреднив данные от 30 воздушных фильтров, Петтерссон получил среднее содержание никеля 14,3 мкг на 1000 кубометров воздуха. Полагая, что метеоритное вещество содержит примерно 2,5 % никеля, он оценил концентрацию метеоритной пыли в 0,6 мг на 1000 м³. Скорость осаждения метеоритной пыли была принята равной скорости осаждения пыли вулкана Кракатау, взорвавшегося в Индонезии в 1883 году. В результате количество пыли, падающей на полную поверхность Земли за год была оценена в 14 млн т. В 1959 году эта цифра использовалась известным учёным и писателем-фантастом Айзеком Азимовым в научно-популярном обзоре в журнале «Science Digest».
В момент опубликования Моррисом его книги имелись более точные измерения, проведённые различными методами — путём исследования донных отложений, измерения интенсивности метеоритной бомбардировки искусственных спутников, подсчёта количества микрометеоритных ударов по поверхности образцов, оставленных на Луне. Все эти измерения давали оценки 20—40 тыс. тонн в год в пересчёте на полную поверхность Земли. Таким образом, данные Петтерссона были завышены примерно в 400—750 раз. Тем не менее, ни одно из этих измерений не было упомянуто в книге Морриса. Скорее всего, Моррис не знал об этих экспериментах, так как пользовался данными Слашера, который, в свою очередь, взял её из популярной статьи Айзека Азимова.

## Принципы расчётов
При упрощенной оценке толщины слоя лунной пыли предполагается, что интенсивность метеоритной бомбардировки Земли и Луны приблизительно одинакова и неизменна на протяжении всего времени. Площадь поверхности Земли составляет 510 млн км². В реальных расчётах следует учитывать, что количество космического материала в Солнечной системе существенно уменьшилось за миллиарды лет, а также влияние атмосферы Земли, большую гравитацию, образование пыли на Луне из лунного же материала в результате ударов и разрушения лунной породы другими механизмами, а также спекание пыли в местах метеоритных ударов и излияния расплавленных пород.
Например, интенсивности метеоритной бомбардировки в 1 млн т. в год в перерасчёте на миллиард лет и площадь 1 м² соответствует масса пыли
M = 109 лет · 109 кг/год / 510·1012 м² = 2 000 кг.
Принимая плотность лунной пыли равной плотности верхних слоёв лунного реголита, то есть около 1000 кг/м³, получим за миллиард лет толщину слоя
h = 2 000 кг / 1000 кг/м³ = 2 м.
Используя данные Петтерссона (15 млн т в год) получим за период 4,6 млрд лет толщину слоя
h = 2 · 15 · 4,6 = 138 м.
Более реалистичные данные (20—40 тыс. т или 0,02—0,04 млн т в год) дают толщину
h = 2 · (0.02-0,04) · 4,6 = 0,18-0,36 м.
Последний результат хорошо соответствует реальным характеристикам лунной поверхности. Например, толщина слоя пыли в месте высадки космического корабля «Аполлон-15» составляла 15—30 см.
В расчётах также следует учесть, что возраст лунной коры в районах лунных морей и метеоритных кратеров может быть значительно меньше указанных 4,6 млрд лет, а также то, что определённая часть микрометеоритов внедряется в толщу лунного реголита на глубины до 12 м.
Следует отметить, что даже ошибочные данные Петерссона при реальной толщине слоя пыли в 0,3 м дают возраст Луны около 10 млн лет, что по крайней мере в 1000 раз превышает возраст Луны, принятый сторонниками младоземельного креационизма.

## Современные данные
Согласно данным, полученным при выполнении миссии «Аполлон», основанными на засорении фотоэлементов космической пылью, скорость накопления космической пыли составляет приблизительно 1 мм за 1000 лет.  
| Интенсивность тыс. т/год | Источник                       | Метод                                        | Примечания                 |
| ------------------------ | ------------------------------ | -------------------------------------------- | -------------------------- |
| 50 — 150                 | Barker, Anders, 1968           | Ir и Os в глубоководных отложениях           |                            |
| 91,3 — 913               | Singer и Bandermann, 1967      | Al-26 в морских отложениях                   |                            |
| 20,9                     | Dohnanyi, 1972                 | Радарные, спутниковые, оптические наблюдения |                            |
| 8 — 30                   | Hughes, 1974—1976              | Радарные, спутниковые, оптические наблюдения |                            |
| 11                       | Millman, 1975                  | Радарные, спутниковые, оптические наблюдения |                            |
| 76                       | Wetherill, 1976                | Наблюдение метеорных потоков                 |                            |
| 16                       | Hughes, 1978                   | Радарные наблюдения                          |                            |
| 330—340                  | Kyte, Wasson, 1982             | Ir в глубоководных отложениях                |                            |
| 400                      | Ganapathy, 1983                | Ir в антарктических льдах                    |                            |
| 14,6                     | Grün и др., 1985               | Спутниковые наблюдения                       |                            |
| 78                       | Wasson, Kyte, 1987             |                                              |                            |
| 6 — 11                   | Tuncel G. и Zoller W. H., 1987 | Пыль в атмосфере над Антарктидой             |                            |
| 4,5                      | Maurette M. и др., 1987        | Пыль гренландских ледников                   |                            |
| 16                       | Olsson-Steel D. I., 1988       | Наблюдения с помощью радаров                 |                            |
| 20                       | Maurette M. и др., 1991        | Пыль антарктических ледников                 |                            |
| 1,6                      | d’Alameida et al., 1991        |                                              |                            |
| 170                      | Ceplecha, 1992                 |                                              |                            |
| 40 ± 20                  | Love & Brownlee, 1993          |                                              | Только мелкие частицы      |
| 2,0 ± 0,6                | Kane & Gardner, 1993           |                                              | Только метеоритные обломки |
| 150                      | Ceplecha, 1996                 |                                              |                            |

## Разногласия в среде креационистов
В настоящее время всё больше креационистов склоняется к мнению, что «аргумент лунной пыли» основан на ошибочных экспериментальных данных. В статье «Аргументы, которые креационистам, на наш взгляд, не следует использовать», опубликованном на сайте creation.com, в числе прочих сомнительных аргументов, компрометирующих креационизм, назван и «аргумент лунной пыли».
В 1993 году А. Снеллинг и Д. Раш опубликовали в креационистском журнале «Творение из ничего» (англ. Creation Ex Nihilo) статью, в которой проанализировали «аргумент лунной пыли» с точки зрения современных научных данных.
… Таким образом, количество метеоритной пыли и метеоритных обломков в лунном реголите и поверхностном слое пыли, даже принимая во внимание интенсивную метеоритную бомбардировку на ранних этапах, не противоречит эволюционистской концепции о возрасте Луны, исчисляемом миллиардами лет (но и не доказывает её). К сожалению, контраргументация креационистов до сих пор не имела успеха из-за использования ложных аргументов и ошибочных вычислений. Таким образом, пока не появились новые данные, креационистам не следует использовать лунную пыль в качестве свидетельства против древнего возраста Луны и Солнечной системы.
Оригинальный текст (англ.)… It thus appears that the amount of meteoritic dust and meteorite debris in the lunar regolith and surface dust layer, even taking into account the postulated early intense meteorite and meteoritic dust bombardment, does not contradict the evolutionists' multi-billion year timescale (while not proving it). Unfortunately, attempted counter-responses by creationists have so far failed because of spurious arguments or faulty calculations. Thus, until new evidence is forthcoming, creationists should not continue to use the dust on the moon as evidence against an old age for the moon and the solar system.

Однако несмотря на то, что шаткость аргументов Морриса становится очевидной в креационистской среде, «аргумент лунной пыли» продолжает широко распространяться в популярной литературе и в статьях на креационистских сайтах.